# スペシャル301条
スペシャル301条（英語: Special 301）とは、アメリカ合衆国の1974年通商法における知的財産権に対する対外制裁に関する条項。1988年包括通商競争力法 (Omnibus Foreign Trade and Competitiveness Act) 第1303条⒝ により1974年通商法第182条として追加された。

## 概要
1974年通商法301条（貿易相手国の不公正な慣行に対して当該国との協議や制裁について定めた条項）の知的財産権についての特別版であるところから、スペシャル301条と呼ばれる。
1974年通商法は、アメリカ合衆国通商代表部 (USTR) に、大統領や連邦議会に対して外国の貿易障壁に関する報告を行うことを義務づけており、USTRは毎年3月末頃に「外国貿易障壁報告書」 (National Trade Estimate Report on Foreign Trade Barriers、通称：「NTEレポート」) を提出している。
スペシャル301条はさらに、NTEレポートの提出後30日以内に、知的財産権保護について問題ある国や慣行に関する報告書（「スペシャル301条報告書」）を公表することを定めている。このレポートでは、知的財産権保護について問題のある国を、問題の大きな順から「優先国」 (priority foreign country) 、「優先監視国」 (priority watch list) 、「監視国」 (watch list) の3段階に指定する。また、別枠で最も厳しい「306条監視国」を指定することもある。「優先国」に特定されると、調査及び当該国との協議が開始され、協議が不調の場合は制裁手続が進められる。優先国の撤回はいつでも可能であるが、議会への説明が必要とされている。
スペシャル301条が、その創設以来、知的財産保護水準の向上に大きな役割を果たしてきたことは事実であるが、一方では、WTO協定等の国際ルールに基づかない、自国のみの判断による一方的措置の代表として、日本を含む多くの国から強い批判を受けている。

## スペシャル301条報告書における優先国等
2006年のスペシャル301条報告書における指定の状況は以下の通り。
- 優先国：なし
- 優先監視国：13か国（中華人民共和国、ロシア、アルゼンチン、ベリーズ、ブラジル、エジプト、インド、インドネシア、イスラエル、レバノン、トルコ、ウクライナ、ベネズエラ）
- 監視国：34か国（EU、韓国、マレーシア、フィリピン、台湾、タイ、ベトナム等）
- 306条監視国：1か国（パラグアイ）

2007年のスペシャル301条報告書における指定の状況は以下の通り。
- 優先国：なし
- 優先監視国：12か国（中華人民共和国、ロシア、アルゼンチン、チリ、エジプト、インド、イスラエル、レバノン、タイ、トルコ、ウクライナ、ベネズエラ）
- 監視国：24か国（ベラルーシ、ベリーズ、ボリビア、ブラジル、カナダ、エクアドル、ハンガリー、インドネシア、イタリア、ジャマイカ、クウェート、リトアニア、マレーシア、メキシコ、パキスタン、フィリピン、ポーランド、ルーマニア、サウジアラビア、台湾、タジキスタン、トルクメニスタン、ウズベキスタン、ベトナム）
- 306条監視国：1か国（パラグアイ）

日本は1994年から1996年に優先監視国とされ、その後も1999年まで監視国とされていたが、近年は指定から外れている。